# Duaij Naser
Duaij Naser Abdullah (Al Muharraq, 18 gennaio 1983) è un ex calciatore bahreinita, di ruolo attaccante.

## Carriera

### Club
Ha giocato nel campionato bahreinita e qatariota.

### Nazionale
Con la maglia della propria nazionale ha preso parte alla Coppa d'Asia 2004.